# Dagobert Sigmund von Wurmser
Grof Dagobert Sigmund von Wurmser, avstrijski feldmaršal, * 7. maj 1724, † 22. avgust 1797.
Kljub temu da se je bojeval v sedemletni, bavarski nasledstveni in francoskih revolucionarnih vojnah, je najbolj znan po več neuspešnih operacijah proti Napoleonu med italijansko kampanjo leta 1796. Sprva je tako služil v francoski vojski, nato pa je vstopil v habsburško službo.